# Mieke Docx
Mieke Docx (8 juni 1996) is een Belgische wielrenster.

## Carrière
Ze rijdt sinds 2022 voor de Belgische wielerploeg Lotto Ladies. Vanaf 2017 reed ze vijf jaar bij Lares-Waowdeals en diens opvolger Doltcini-Van Eyck Sport. Docx werd in 2019 vierde op het door haar ploeggenote Jesse Vandenbulcke gewonnen Belgisch kampioenschap wielrennen voor dames elite. 

### Resultaten in de voornaamste wedstrijden

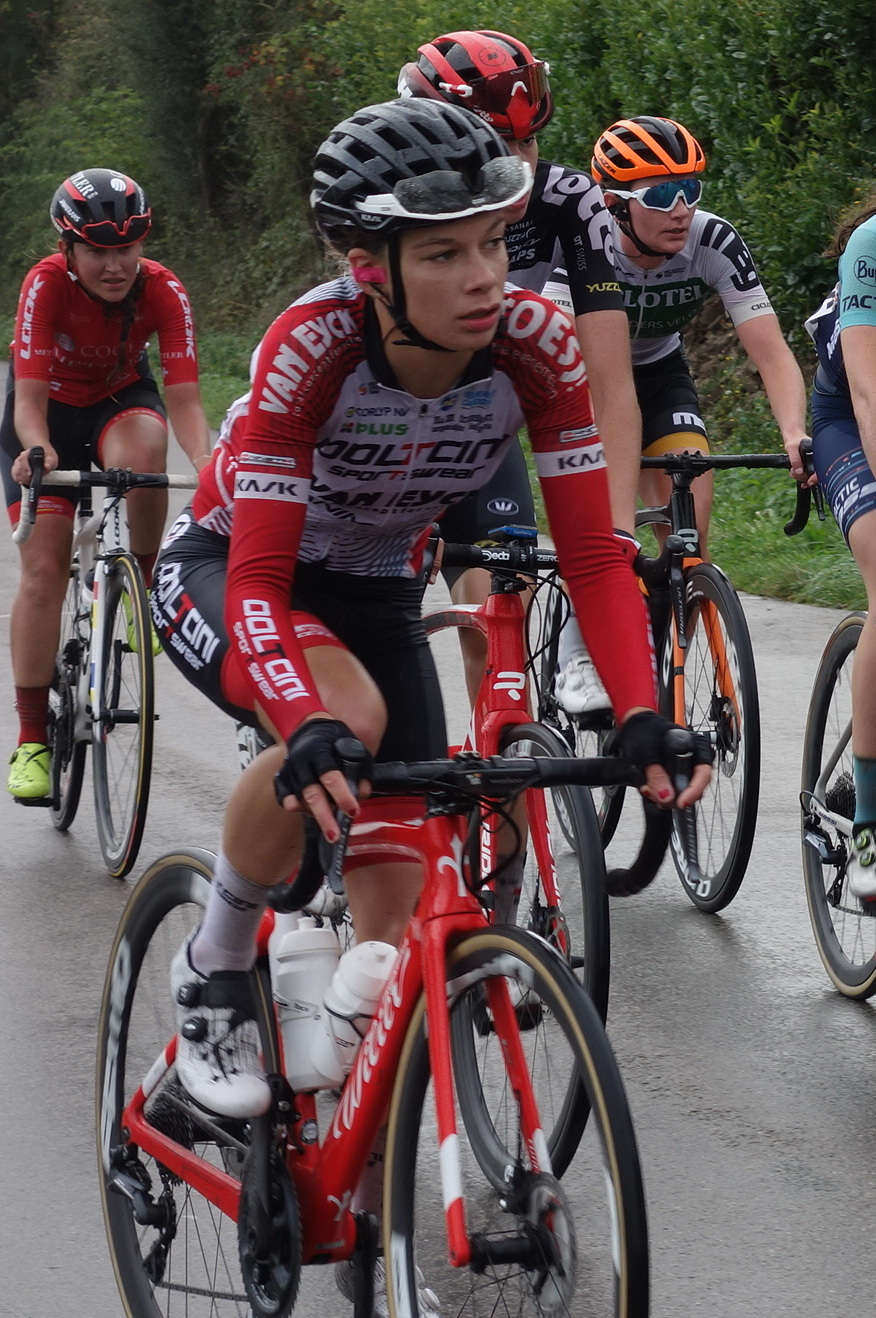
Mieke Docx tijdens de Waalse Pijl 2020.

| Jaar | Gent-Wevelgem | Ronde van Vlaanderen | Parijs-Roubaix | Amstel Gold Race | Luik-Bast.‑Luik | Le Samyn | Waalse Pijl |  | WK op de weg |
| ---- | ------------- | -------------------- | -------------- | ---------------- | --------------- | -------- | ----------- |  | ------------ |
| 2015 | opgave        |                      |                |                  |                 | opgave   |             |  |              |
| 2016 |               |                      |                |                  |                 | opgave   |             |  |              |
| 2017 |               |                      |                |                  |                 | opgave   |             |  |              |
| 2018 |               |                      |                |                  |                 |          | opgave      |  |              |
| 2019 |               |                      |                | opgave           | opgave          | 50e      | opgave      |  |              |
| 2020 |               | opgave               |                |                  | opgave          | 67e      | 96e         |  | 102e         |
| 2021 |               |                      | buit.tijd      |                  | opgave          |          |             |  |              |
| 2022 | 55e           | 95e                  |                |                  |                 |          | 74e         |  |              |
| 2023 | opgave        | opgave               |                |                  |                 | 9e       |             |  |              |
| 2024 | 68e           | opgave               |                |                  |                 | 45e      |             |  |              |
| 2025 | 97e           | opgave               | buit.tijd      |                  |                 |          |             |  |              |

## Ploegen
- 2017 –  Lares-Waowdeals
- 2018 –  Doltcini-Van Eyck Sport
- 2019 –  Doltcini-Van Eyck Sport
- 2020 –  Doltcini-Van Eyck Sport
- 2021 –  Doltcini-Van Eyck Sport-Proximus
- 2022 –  Lotto Soudal Ladies
- 2023 –  Lotto Dstny Ladies
- 2024 –  Lotto Dstny Ladies
- 2025 –  Lotto Ladies

Brandt · Burlová · De Clercq · Docx · Geurts · Gielkens · Knight · Van de Paar · Parkinson · Vander Sande · Sigmund · Vervloet · Waterreus
Aintila · Bastiaenssen · Burlová · De Clercq · Docx · Egtoft Jensen · Geurts · Gielkens · van de Guchte · Hendrickx · Nicolaes · Van de Paar · Sap · Sigmund · Vervloet
Aintila · Arens · Bastiaenssen · Boels · De Clercq · De Keersmaeker · Docx · Gielkens · Greve · van de Guchte · Hendrickx · de Jong · Nicolaes · Scott · Vervloet · van Wersch
Arens · Bénézet Minns · Boels · De Clercq · De Keersmaeker · Docx · Gielkens · Hendrickx · Hinojosa · Nicolaes · Saugrain · Seynave · Teutenberg · Vervloet · van Wersch · Wittevrongel